# 나들 (가수)
나들(본명: 박영렬, 1968년 9월 23일 ~ )은 대한민국의 가수이자 작곡가이다.

## 주요 이력
본명(本名)은 박영렬이며 1987년 박영열이라는 이름으로 언더그라운드 라이브 클럽에서 통기타 가수 첫 데뷔한 그는 이후 1993년 일기예보의 구성원으로 정식 데뷔하였다.

## 음반 목록

### 〈나들 1집 (날아 올라)〉
1. 날아 올라
2. 문자를 날려
3. Hold me now
4. 시간이 없어
5. 식사부터 하세요
6. 하늘아
7. Water Wars
8. 물이 흘러가 듯 내가 흐른다
9. 처음부터 지금까지
10. 좋아좋아(New Version)

### 디슨팰라스 1집 《Decent Fellas》
1. 나는 나
2. 시간이 없어
3. 순리
4. 내게 온 그대
5. 떨어지는 사람들
6. 단명
7. 해주오
8. 화남금녀
9. 해주오
10. Another Worlds

### 나들 디지털 싱글 《일곱시반 그녀》
1. 일곱시반 그녀 ( 나들의 첫 솔로앨범 <날아 올라>의 수록곡인 <물이 흘러가 듯 내가 흐른다>를 리메이크 )
2. 물 좀 줘요 ( 나들의 첫 솔로앨범 <날아 올라>의 수록곡인 <water wars>를 리메이크 )
3. 누나 식사부터 하세요 ( 자두의 <식사부터 하세요>를 리메이크 )

### 나들 디지털 싱글 《색 다른 걸》
1. 색다른 걸(Acoustic ver.)
2. 색다른 걸(Rap ver.) (feat. 홍가)
3. 색다른 걸(Inst.)

### 나들 디지털 싱글 《나의 맘을 아나요》
1. 나의 맘을 아나요

### 180 정규1집 [나들과 박범수의 프로젝트 앨범]
1. 180
2. 국민스타
3. 품절남
4. 보여줘
5. 변했어
6. 색다른걸
7. 7:30
8. 시작송
9. 180(Inst.)
10. 국민스타(Inst.)